# Бельгийская митрополия
Бельги́йская митропо́лия (греч. Μητρόπολη Βελγίου, нидерл. Orthodox Aartsbisdom van België, фр. Archevêché Orthodoxe de Belgique) — епархия Константинопольского патриархата с центром в г. Брюсселе, охватывающая территорию Бельгии, Нидерландов и Люксембурга.
Епархиальный центр — Брюссель. Кафедральный храм — Собор святых архангелов Михаила и Гавриила (Брюссель).

## История
22 октября 1963 года Фиатирская архиепископия была разделена на четыре части, при этом Бельгия и Люксембург стали относиться к Галльской митрополии, а Нидерланды — к Германской митрополии.
12 августа 1969 года Патриарх Афинагор основал «Архиепископию Бельгии и Экзархат Нидерландов и Люксембурга» с кафедрой в Брюсселе.
В 1975 году с финансовой помощью греческого правительства и Евангелической Церкви Германии, а также многочисленных благодетелей, на имя Константинопольского Патриархата было куплено здание Charbolaan 71 в Брюсселе для резиденции Архиепископа.
В 1985 году Православие было признано в Королевстве Бельгии официальной религией, что открыло дорогу к средствам массовой информации (эфирное время) и преподаванию вероисповедания в школах. 27 октября был куплен Православный Собор на Stalingradlaan в Брюсселе.
В 1988 году представитель Константинопольского Патриархата был признан представителем всех Православных юрисдикций Бельгии.
В 1994 году появились первые теле- и радиопередачи Православной Церкви Бельгии.
В 1995 был открыт офис Православной Церкви Европейском Союзе.
17 ноября 2015 года Патриарх Константинопольский Варфоломей возглавил освящение главного здания Бельгийской митрополии в Брюсселе после капитального ремонта.

## Современное положение
Греческая митрополия Бельгии включает в себя в настоящее время 28 приходов. В Брюсселе функционирует представительство Константинопольского Патриархата при Европейском Совете.
Правящий архиерей — митрополит Афинагор (Пекстадт) (с 2013). Викарный архиерей — епископ Троадский Петр (Бозинис) (с 2015, на покое с 2017).
В 1989 году в Астене был основан женский Богородице-Рождественский монастырь.

## Митрополиты
- Емилиан (Захаропулос) (12 августа 1969 — 14 декабря 1982)
- Пантелеимон (Кондояннис) (23 декабря 1982 — 27 ноября 2013)
- Афинагор (Пекстадт) (с 27 ноября 2013 года)

### Викарии
- Пантелеимон (Кондояннис) (18 августа 1974 — 23 декабря 1982), епископ Аполлониадский
- Максим (Мастихис) (11 декабря 1977 — 22 января 2015), епископ Евменийский
- Эммануил (Адамакис) (11 декабря 1996 — 20 января 2003), епископ Ригийский
- Афинагор (Пекстадт) (22 июня 2003 — 27 ноября 2013), епископ Синопский
- Петр (Бозинис) (8 ноября 2015 — 13 июня 2017), епископ Троадский
- Иоаким (Архонтос) (с 26 января 2020), епископ Аполлониадский